# Encephalartos brevifoliolatus
Píchoš Encephalartos brevifoliolatus je druh cykasu z čeledi zamiovité (Zamiaceae). Pochází z Jižní Afriky z provincie Transvaal, kde ve volné přírodě již vyhynul. Jedná se o jednu z nejvzácnějších rostlin na světě.
Je velmi podobný druhu Encephalartos laevifolius. Odlišuje se od něj kratšími a širšími lístky se zřetelně podvinutými okraji. Samičí šištice nejsou známy.

## Ochrana
Jedná se o přísně chráněnou rostlinu, zařazenou do kategorie druh vyhynulý v přírodě na Červeném seznamu IUCN. Druh je zapsán na hlavním seznamu CITES I, který kontroluje obchod s ohroženými druhy – jak s rostlinami, tak i jejich semeny.
Encephalartos brevifoliolatus vyhynul v přírodě a přežívá jen ve sbírkách. Jeho krátká historie je typickou ukázkou osudu cykasů. Druh byl poprvé popsán v roce 1996, kdy bylo nalezeno pět rostlin. Při leteckém průzkumu v roce 2001 objeveno celkem sedm stromů. Při kontrole v roce 2004 byly nalezeny již pouhé dvě a bylo přijato rozhodnutí o jejich přesazení do botanické zahrady. To se ovšem nepodařilo realizovat. Během příprav na stěhování byla jedna rostlina ukradena, druhá byla pytláky rozřezána na části.